# Madame Bovary (película de 1991)
Madame Bovary es una película francesa de  Claude Chabrol estrenada en 1991. Es una adaptación del clásico homónimo de Gustave Flaubert. Estuvo protagonizada por Isabelle Huppert como Emma Bovary.

## Sinopsis
Emma Bovary es la insatisfecha mujer de un médico rural que ansía pertenecer a la alta sociedad francesa. Sus ambiciones y un apasionado affaire con un joven aristócrata la conducirán a una situación que prevé trágicas consecuencias.

## Reparto
- Isabelle Huppert	... 	Emma Bovary
- Jean-François Balmer	... 	El médico Charles Bovary
- Christophe Malavoy	... 	Rodolphe Boulanger
- Jean Yanne	... 	El farmacéutico M. Homais
- Lucas Belvaux	... 	Leon Dupuis
- Christiane Minazzoli	... 	La viuda Lefançois

## Premios
Nominado a un Oscar (vestuario) y un Globo de oro (habla no inglesa), gana un premio del Festival Internacional de Cine de Moscú (actriz).